# Raseiniai
Raseiniai est une ville de l'apskritis de Kaunas et le chef-lieu de la municipalité du district de Raseiniai, en Lituanie.

## Histoire
Raseiniai était la capitale historique du Duché de Samogitie.
La ville avait une communauté juive importante et très ancienne. Lors du recensement de 1866, sur 10 579 habitants, 8 290 sont juifs. En 1939, ils représentent 40 % de la population totale.
Les Allemands occupent la ville le 23 juin 1941. Le 24 juin, pour arrêter les panzers de von Leeb, la 2e division soviétique de tanks du général Soliankine attaque la ville, seule. Les T34 et KV jettent la panique dans un groupe de la 6e panzer, qui recule. Il n'est sauvé de la destruction que par l'arrivée de ses gros, notamment grâce à une batterie de DCA de 88mm utilisée en antichar , à des tirs d'obusiers de 150mm et à l'inexpérience  criantes des équipages soviétiques,  qui tirent aussi mal qu'ils conduisent.
Les Allemands enferment dès le mois de juillet les juifs dans deux ghettos gardés par des policiers locaux. Plusieurs exécutions de masse sont perpétrées par des Allemands et des nationalistes lituaniens. Le 29 juillet 1941, 254 juifs et 3 communistes sont assassinés. Le 5 août 1941, 213 hommes et 66 femmes sont à leur tour assassinés. Du 9 au 16 août, 294 femmes et 4 enfants sont assassinés. Le 24 août 1941, un autre massacre a lieu.

## World of tanks
Dans le jeu vidéo world of tank, une médaille à son nom est attribuée au joueur lorsqu'il détruit 14 véhicules ennemis. (voir page wikipédia: "world of tank")